# Czawajnur
Czawajnur (ros. Чавайнур) – wieś (dieriewnia) w Rosji, w Republice Mari El, w rejonie morkińskim. W 2010 liczyła 136 mieszkańców.